# جائزة جنوب إفريقيا الكبرى 1983
جائزة جنوب أفريقيا الكبرى 1983 هو سباق فورمولا 1 أقيم بتاريخ 15 أكتوبر 1983 في خاوتينغ، جنوب أفريقيا. كان الخامس عشر من أصل 15 في بطولة العالم لسباقات الفورمولا واحد موسم 1983. حلّ الإيطالي ريكاردو باتريس أولا بينما جاء الإيطالي أندريا دي سيساريس في المركز الثاني وحصل على المركز الثالث البرازيلي نيلسون بيكيه.